# Huidtherapeut
Een huidtherapeut is een paramedicus die patiënten met een zieke of beschadigde huid verzorgt, meestal na verwijzing door een huisarts of medisch specialist. Doel van de verzorging is het opheffen, verminderen of camoufleren van de stoornis of beperking die het gevolg is van een huidaandoening of beschadiging.
Huidtherapeut is een beroep dat alleen in Nederland en Australië bestaat. Het heeft raakvlakken met de werkzaamheden van de dermatoloog, huisarts en schoonheidsspecialist. 
Het merendeel van de huidtherapeuten werkt zelfstandig in een eigen praktijk. Anderen zijn werkzaam in een gezondheidscentrum, ziekenhuis of andere medische instelling.
Sinds 2003 is huidtherapeut in de Wet op de beroepen in de individuele gezondheidszorg (Wet BIG) wettelijk erkend als paramedisch beroep. De therapeut dient ingeschreven te zijn in het BIG-register om zijn werk te mogen doen. 
Om in Nederland huidtherapeut te worden kan aan de Hogeschool Utrecht of De Haagse Hogeschool een 4-jarige voltijd hbo-opleiding huidtherapie gevolgd worden. De studenten worden hier opgeleid tot 'bachelor of health' in de huidtherapie. Sinds 2019 is er ook de mogelijkheid om de opleiding in deeltijd te volgen.
Huidtherapeuten kunnen zich vrijblijvend registreren bij de stichting Kwaliteitsregister Paramedici (KP). Wanneer een huidtherapeut voldoet aan de in artikel 34 van de Wet BIG gestelde opleidingseisen en binnen vijf jaar de kwaliteitseisen behaalt dan krijgt hij of zij een kwaliteitskeurmerk.